# Rosqueadeira
Rosqueadeira é uma maquina utilizada para confeccionar roscas em tubo, conduites ou vergalhões, sendo mais utilizada em tubos.  É muito utilizada em instalações hidráulicas, elétricas, contra incêndio e de ar condicionado, bem como qualquer outro tipo de construção que necessite fazer roscas em tubos, conduites ou vergalhões. As roscas podem ser feitas em vários materiais como Ferro, Aço Carbono, Inox e Cobre, sendo mais utilizado e apropriado roscas em tubos de aço carbono galvanizados e ainda industrializados nas normas DIN 2440 e DIN 2441.A Rosqueadeira em si consiste somente em fazer o tubo girar e alinha-lo para a execução do serviço, além de lubrificar o material que esta sendo trabalhado.
Além de uma Rosqueadeira bem regulada o item que fará toda diferença na confecção de uma boa rosca será o Cossinete e também a qualidade do óleo mineral para corte. Existe dois padrões de roscas dos cossinetes utilizados no confecção de roscas em tubos para vedação com conexões, BSPT (norma Brasileira)e NPT(norma americana), esse último mais utilizado em instalações que necessitam de mais vedação, por exemplo na instalação de gás, ainda existe a norma BSPP, rosca paralela.
Além de fazer roscas a rosqueadeira pode auxiliar em outras serviços em tubos, através de seus acessórios como, Corta-tubo, Rebarbador, Escariador, Biselador, Ranhurador e flangeador.